# 小田卓朗
小田 卓朗（おだ たくろう、1992年7月13日 - ）は北海道浦河郡浦河町出身のスピードスケート選手である。

## 人物
- 山形中央高校・早稲田大学スポーツ科学部卒業後、開発計画研究所（水戸市）[1]に在籍した[2]。
- スケートを始めたのは小学校1年生で、浦河東部スケート少年団に在籍。町民スケート大会で活躍。中学を卒業後、名門山形中央高等学校に進学。3年生の時に全日本短距離別選手権の1500mで3位となり[3]、ワールドカップ代表入りになった[2]。
- オリンピックで平昌五輪の1000mと1500mは共に5位。北京五輪の1500mは17位だった[2]。
- 2022年3月に引退表明[2]。4月1日に浦河町教育委員会に就職[4]。7月には浦河警察署から「地域の安心安全アドバイザー」に任命された[5]。